# 仙石原
仙石原（せんごくはら、せんごくばら）は神奈川県足柄下郡箱根町の地名。ススキの草原や仙石原温泉で知られる。

## 概要
箱根火山カルデラ内の北部に位置し、湿原や草原が広がる。総面積は約16ha。これはかつてこの地域がカルデラ湖の一部だった名残りである。富士箱根伊豆国立公園に指定されている。現在は一部が別荘地やゴルフ場として整備されている。現在は2005年にオープンした箱根ラリック美術館をはじめ、ポーラ美術館、星の王子さまミュージアム、箱根ガラスの森等の美術館が点在し、美術館目当ての観光客も多い。
仙石原のことを、古くは「千穀原」とも書いた。地名の由来については複数の説があり、戦国時代から江戸時代前期にかけての武将・大名、豊臣秀吉の最古参家臣仙石秀久に由来する説や、源頼朝が雄大な原野を眺めて「この地を開墾すれば米千石はとれるだろう」と言ったのを由来とする説などがある。

## 歴史
紀元前1,000年ころに、神山の北西斜面で水蒸気爆発が起こり、これが引き金となって崩壊が起こり、大量の土砂が神山岩屑なだれとなって仙石原に流れ込んだ。その後、神山北西斜面の崩壊跡に地下からマグマが上昇し、冠ヶ岳ができ、冠ヶ岳火砕流が繰り返し北西斜面を流れ下り、このとき崩れた土砂が仙石原をつくった。弥生時代中期には、多量の土砂のせき止めによって、古芦ノ湖の仙石原部分が湿地化し、農耕民が住み始めた。
- 1960年（昭和35年）9月7日 - 大涌谷駅および姥子駅が開業。
- 1963年（昭和38年） - 姥子からの引湯が始まる。
- 1969年（昭和44年） - 笹尾台分譲地までの引湯工事により、仙石原全域へ温泉配湯が完了する。
- 1974年（昭和49年）
  - 5月21日 - 箱根湿生花園開園。
  - 12月4日 - 湯立獅子舞（宮城野、仙石原）が国の選択無形民俗文化財に選択される。
- 1982年（昭和57年）7月22日 - 仙石原文化センターがオープン。
- 1984年（昭和59年）8月31日 - 仙石原中学校の新校舎が完成。
- 1985年（昭和60年）10月1日 - 仙石原浄水センター完成。
- 1996年（平成8年）9月6日 - 80円切手「仙石原湿原植物群落」が発行される[6]。
- 2008年（平成20年）3月31日 - 仙石原中学校閉校。
- 2019年（令和元年）10月12日 - 令和元年東日本台風により、国道138号の春山下バス停付近で大規模な崩壊が発生。春山荘バス停から碓氷洞門間が同年12月18日まで通行止となった[7]。

### 箱根山の噴火に関する主な出来事
2015年4月26日から箱根山で火山性地震が増加し、5月6日に箱根山が気象庁により噴火警戒レベル2に指定されると、仙石原においても、観光に深刻な影響が出始めた。立ち入り規制の対象となった大涌谷周辺の温泉と、そこから温泉の供給を受ける温泉への影響は大きく、仙石原温泉の業者の一人は、6月の始めから宿泊予約が激減したことを、「死活問題」と語った。
6月30日に噴火警戒レベルが３（入山規制）に引き上げられると、仙石原のホテルにおいても、宿泊客が通常の５割以下になるところがみられるなど、事態が深刻化した。

## 地理

### 山
- 火打石岳
- 金時山
- 丸岳
- 台ヶ岳
- 小塚山

### 峠
- 長尾峠
- 乙女峠
- 湖尻峠

### 河川
- 早川

## 世帯数と人口
2020年（令和2年）10月1日現在（国勢調査）の世帯数と人口（総務省調べ）は以下の通りである。
| 大字   | 世帯数    | 人口    |
| ------ | --------- | ------- |
| 仙石原 | 1,744世帯 | 3,623人 |

### 人口の変遷
国勢調査による人口の推移。
| 年                 | 人口  |
| ------------------ | ----- |
| 1995年（平成7年）  | 4,588 |
| 2000年（平成12年） | 4,313 |
| 2005年（平成17年） | 4,022 |
| 2010年（平成22年） | 4,095 |
| 2015年（平成27年） | 3,611 |
| 2020年（令和2年）  | 3,623 |

### 世帯数の変遷
国勢調査による世帯数の推移。
| 年                 | 世帯数 |
| ------------------ | ------ |
| 1995年（平成7年）  | 1,908  |
| 2000年（平成12年） | 1,831  |
| 2005年（平成17年） | 1,707  |
| 2010年（平成22年） | 1,922  |
| 2015年（平成27年） | 1,643  |
| 2020年（令和2年）  | 1,744  |

## 事業所
2021年（令和3年）現在の経済センサス調査による事業所数と従業員数は以下の通りである。
| 大字   | 事業所数  | 従業員数 |
| ------ | --------- | -------- |
| 仙石原 | 340事業所 | 3,144人  |

### 事業者数の変遷
経済センサスによる事業所数の推移。
| 年                 | 事業者数 |
| ------------------ | -------- |
| 2016年（平成28年） | 337      |
| 2021年（令和3年）  | 340      |

### 従業員数の変遷
経済センサスによる従業員数の推移。
| 年                 | 従業員数 |
| ------------------ | -------- |
| 2016年（平成28年） | 3,069    |
| 2021年（令和3年）  | 3,144    |

## 施設

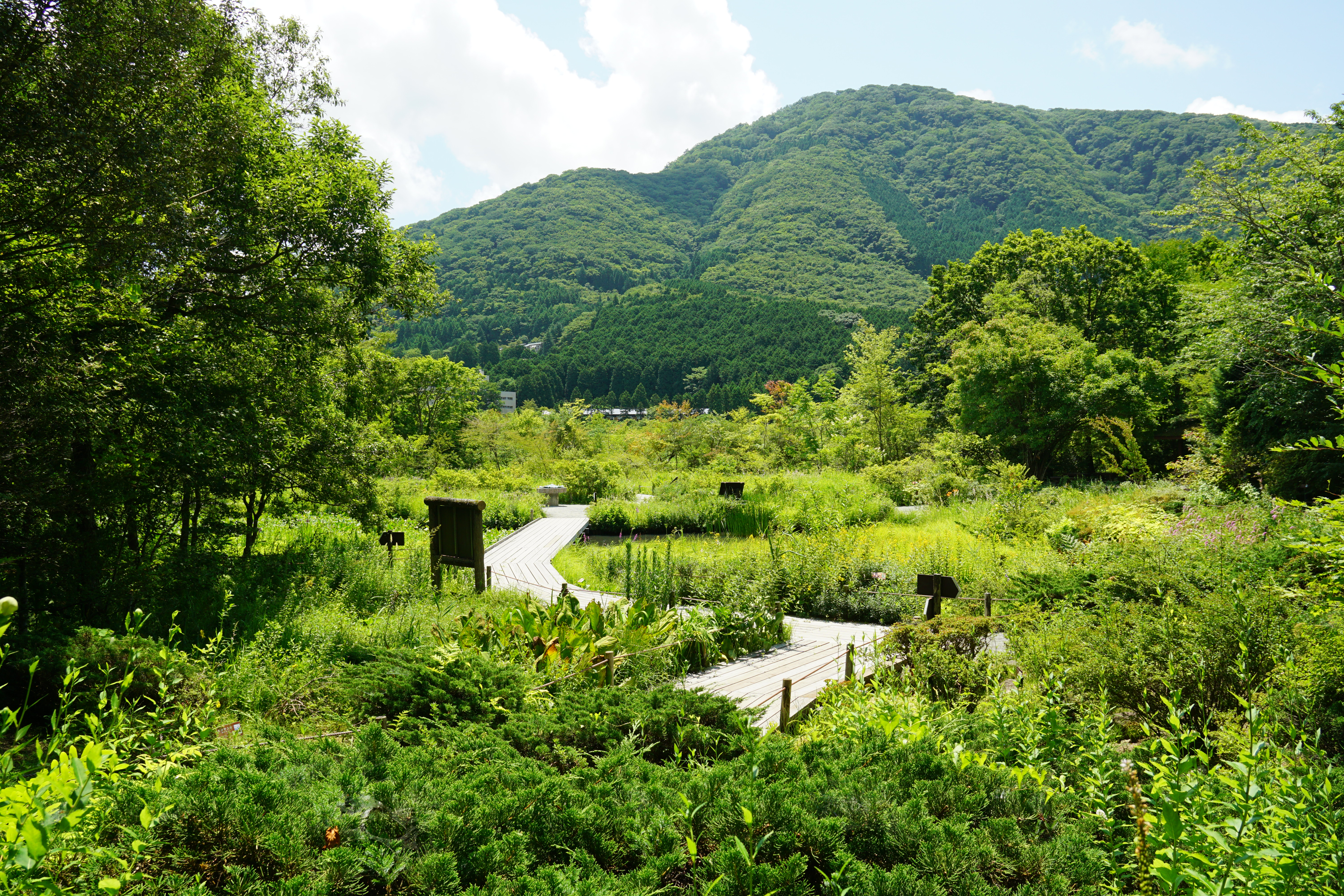
箱根湿生花園（2017年7月）

- 箱根町役場仙石原出張所
- 仙石原公民館（文化センター）
- 箱根町消防本部仙石原分遣所
- 仙石原浄水センター
- 星槎大学箱根キャンパス
- 箱根町立仙石原小学校
- 箱根町営仙石原テニスコート
- 大涌谷
- 金時神社
- 箱根町立箱根湿生花園
- 箱根ラリック美術館
- 箱根ガラスの森
- 仙石原温泉
- 富士屋ホテル仙石ゴルフクラブ
- 大箱根ゴルフクラブ
- 箱根ゴルフクラブ
- 箱根湖畔ゴルフクラブ

## 文化財
- 国の天然記念物
  - 箱根仙石原湿原植物群落 - 1934年1月22日指定
- 国の選択無形民俗文化財
  - 湯立獅子舞（宮城野、仙石原）- 1974年12月4日選択
- 県指定無形民俗文化財
  - 湯立獅子舞（仙石原） - 1954年12月3日指定
- その他
  - 耕牧舎跡

## 行事
- 3月 - すすき草原野焼き
- 3月27日 - 仙石原諏訪神社にて例大祭が行われる。
「湯立獅子舞」（仙石原神楽保存会）が行われる。
- 5月5日 - 金時神社にて金時祭が行われる。
- 7月第三日曜日 - 仙石原諏訪神社より御神輿が町内を練り歩く天王祭が行われる。
家内安全・無病息災・商売繁盛を願い各家を一軒一軒周り地元の仙石原青年団が御神輿を左右に揺らし飛び跳ねる。
- 8月13・14・15日 - 仙石原文化センターにて青年団による納涼盆踊り大会。
- 8月下旬 - 仙石原文化センターにてすすき祭。

## ギャラリー

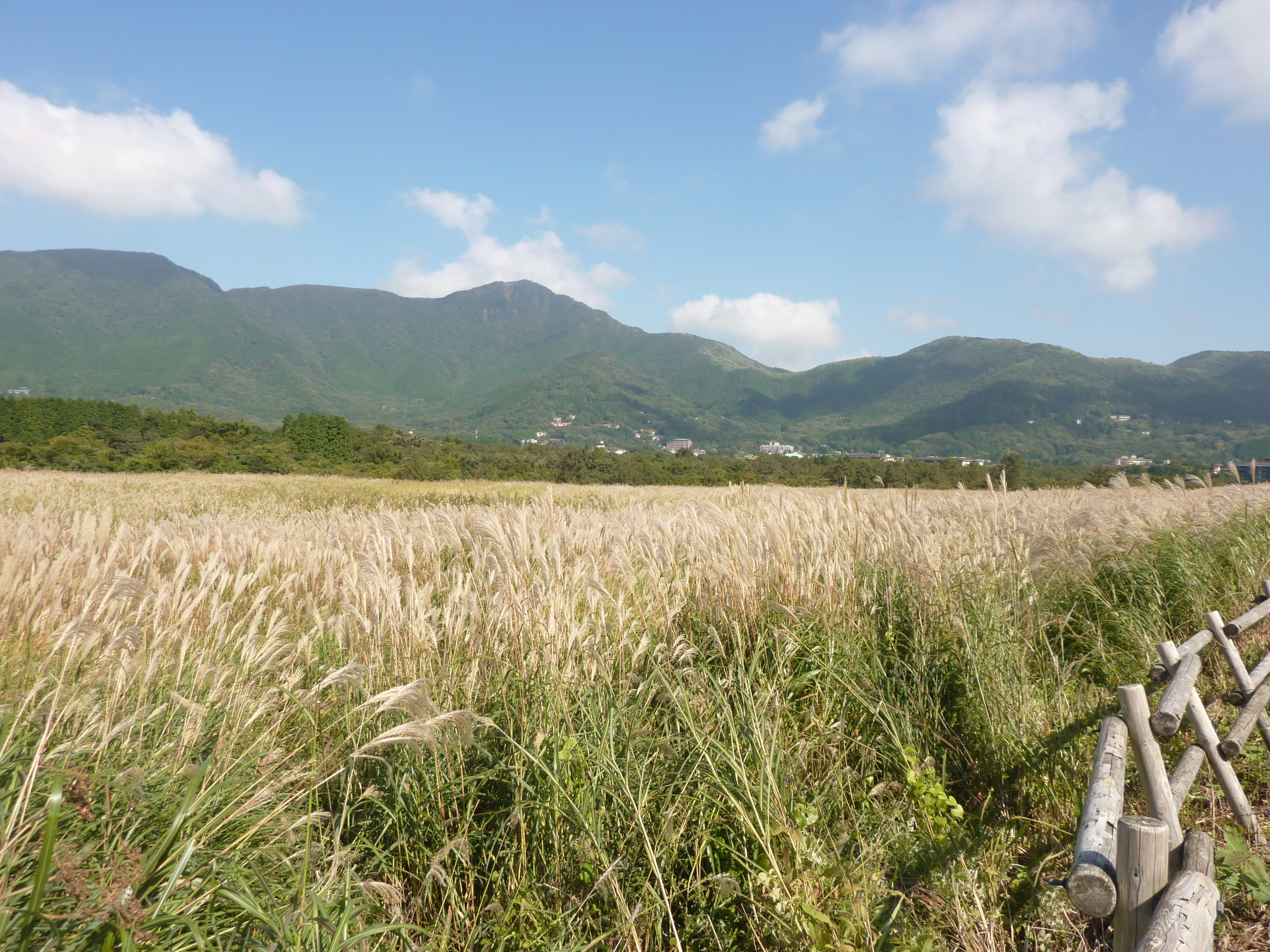
秋の箱根仙石原湿原植物群落(国の天然記念物)
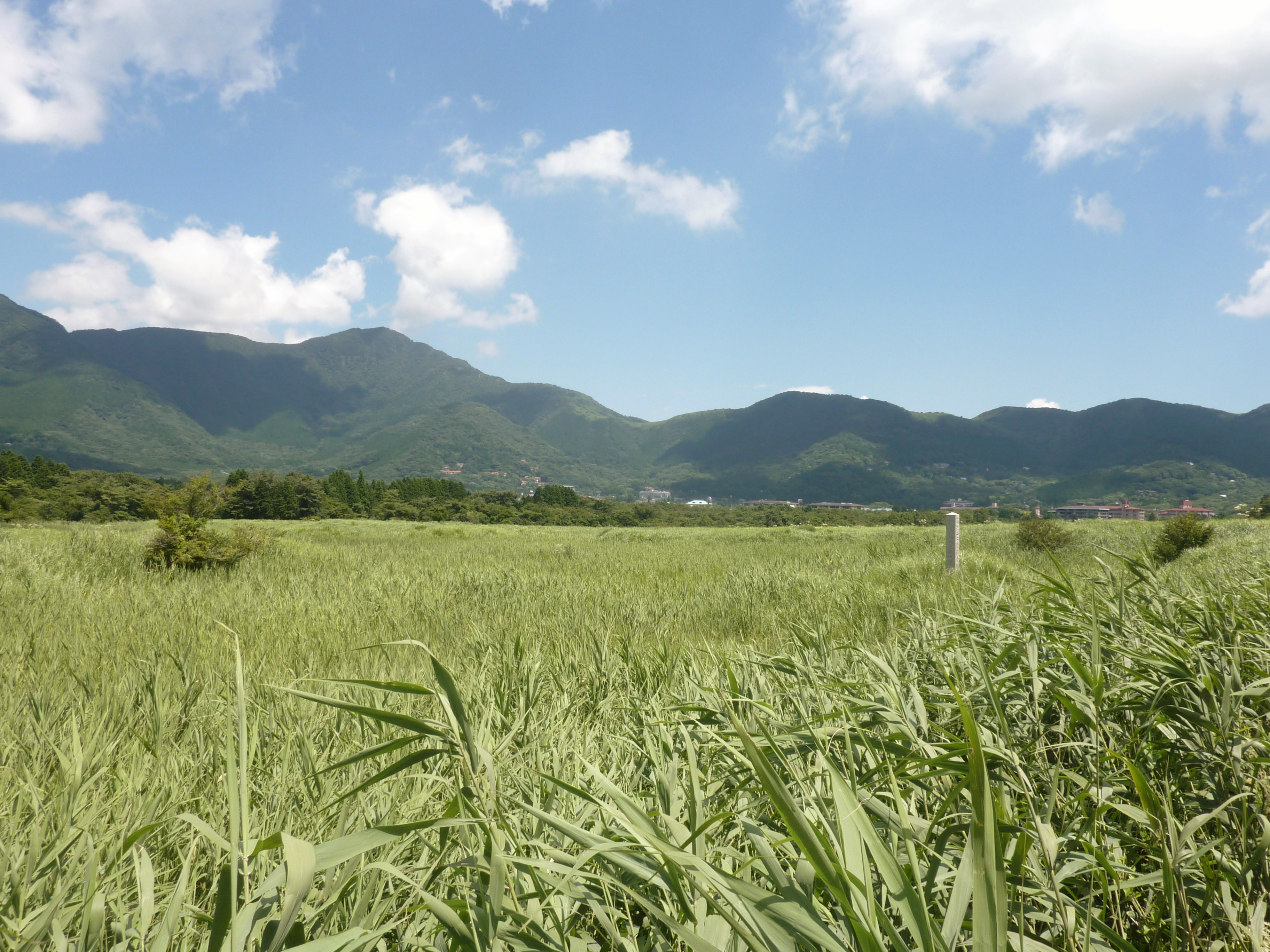
夏の箱根仙石原湿原植物群落(国の天然記念物)
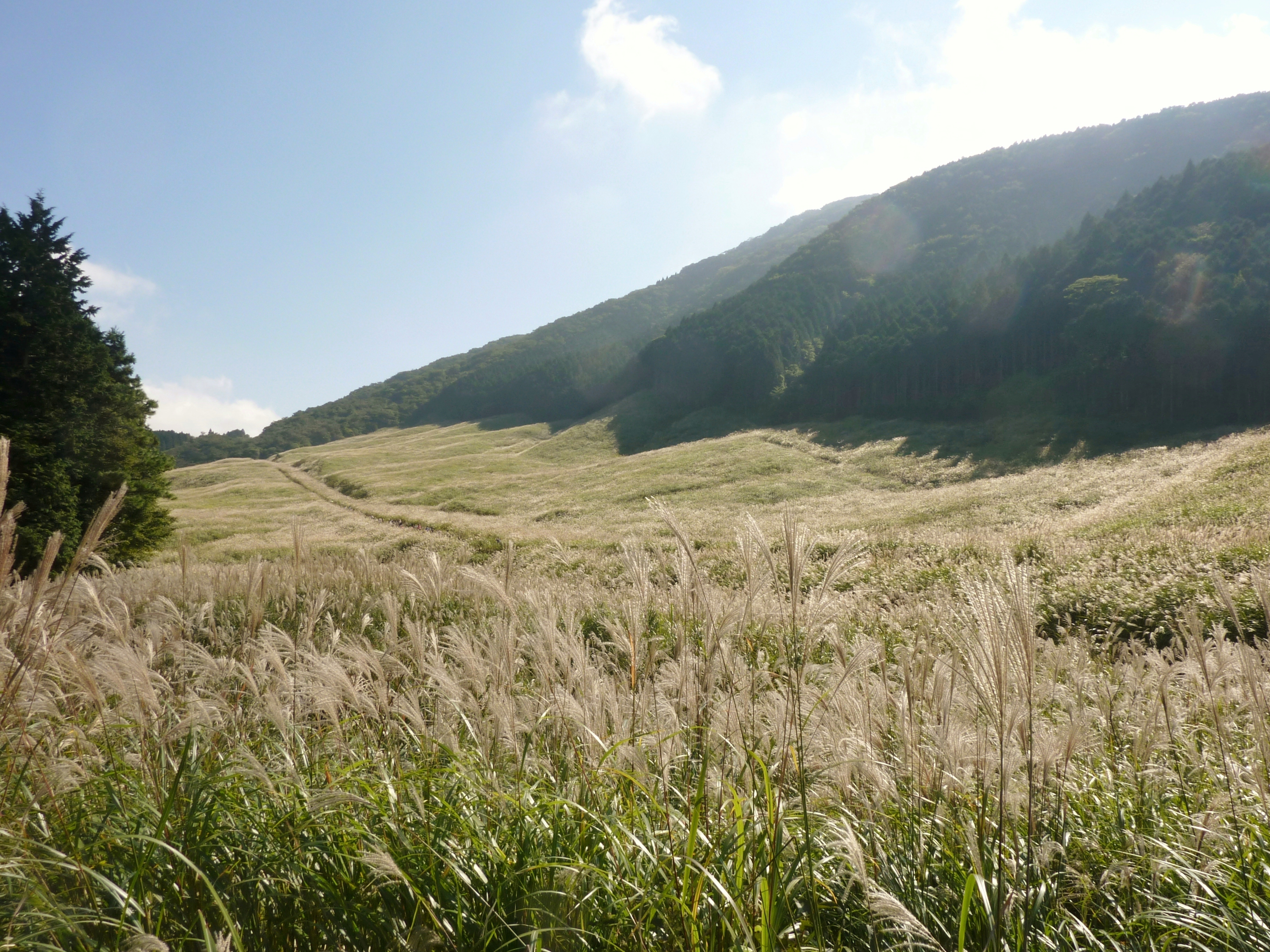
秋のすすき草原
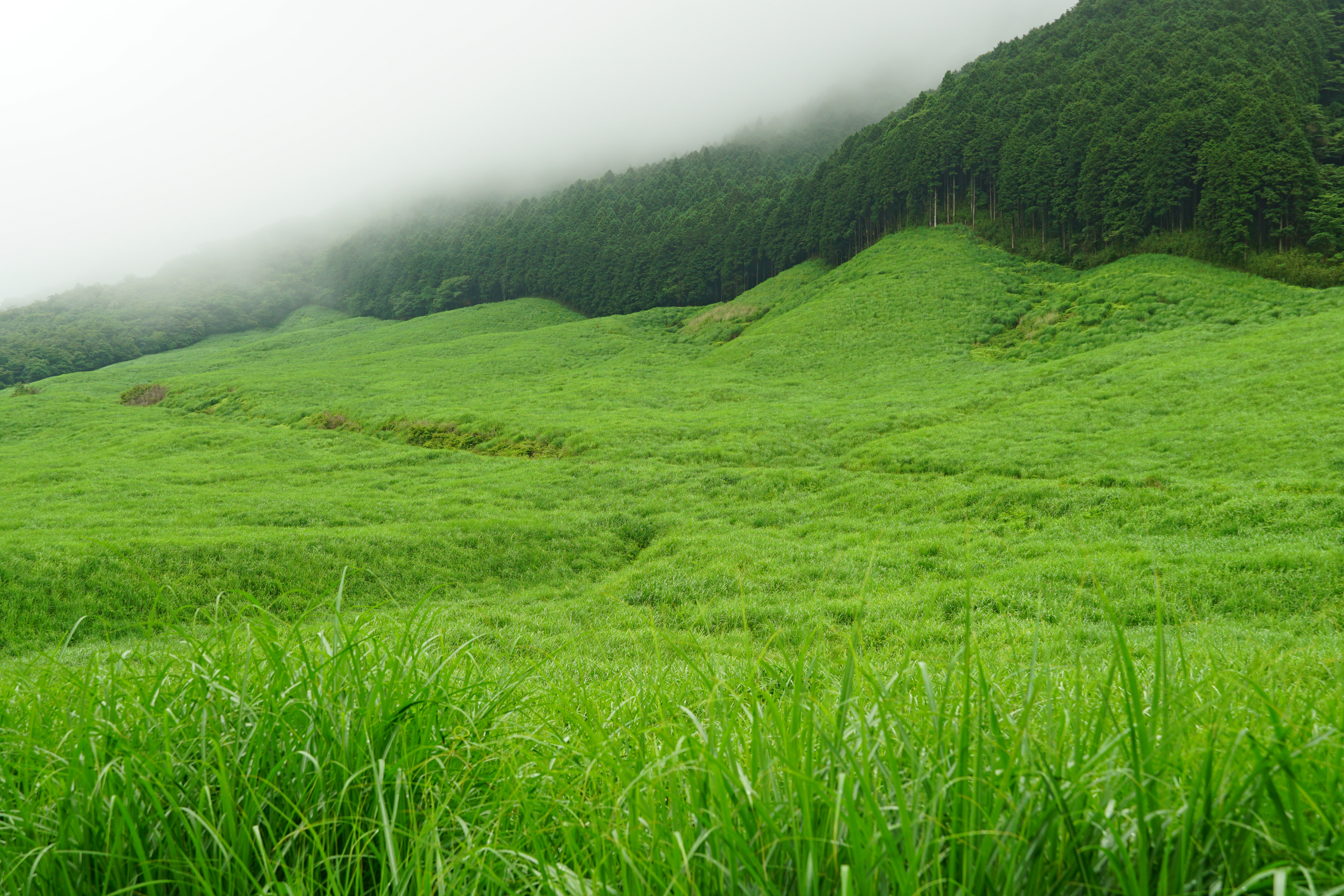
夏のすすき草原
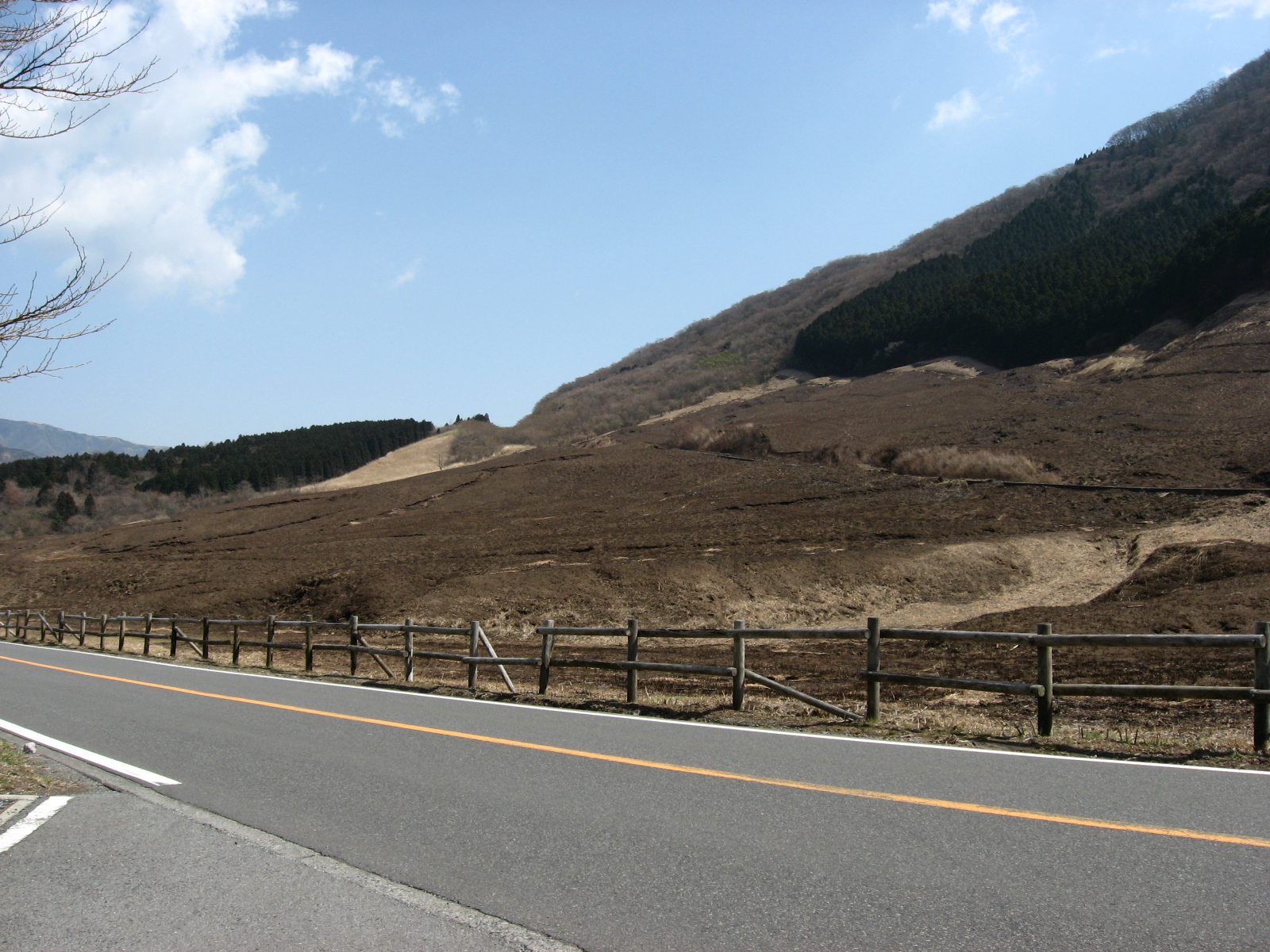
野焼き後のすすき草原

## 交通

### 索道

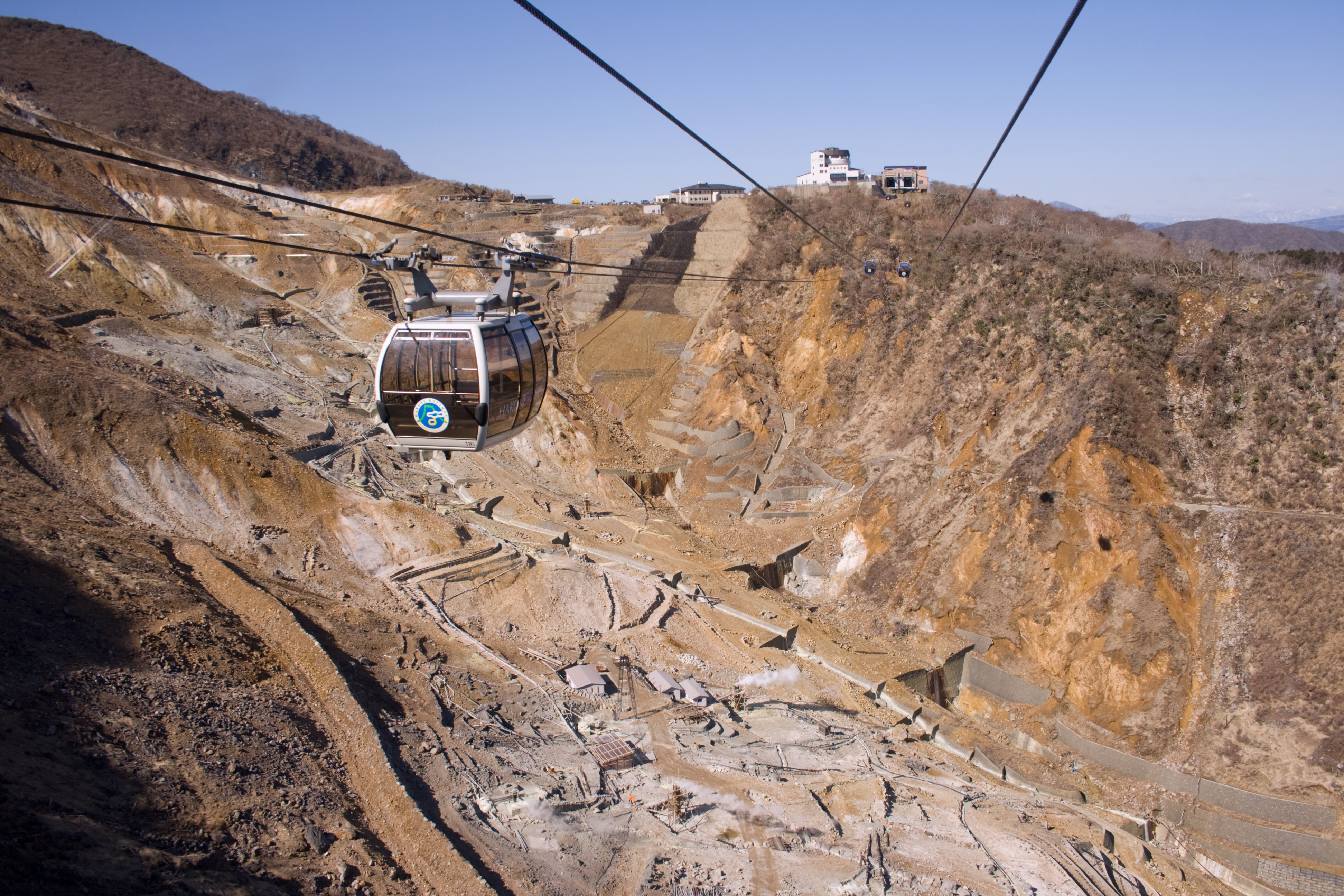
箱根ロープウェイ

- 箱根ロープウェイ（小田急箱根）
- 大涌谷駅 - 姥子駅 -

### バス

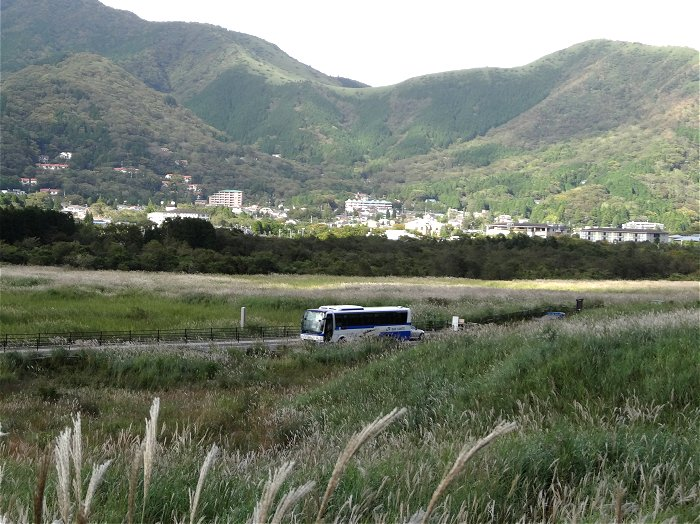
仙石原を走る高速バス

拠点となる停留所としては、「仙石」・「仙石案内所前」・「仙郷楼前」などがある。すすき草原は小田急ハイウェイバスや箱根登山バスの「仙石高原」停留所が最寄である。
- 小田急ハイウェイバス
  - W系統　新宿-箱根線　新宿駅(バスタ新宿)-東名御殿場-御殿場駅-乙女峠-箱根仙石-箱根仙石案内所-川向（一部の便は代わりに箱根ガラスの森を経由）-仙郷楼前-仙石高原-箱根桃源台-湖尻-箱根園-箱根小田急山のホテル
  - V系統　羽田線 羽田空港-箱根桃源台（仙石原地域では羽田空港行は乗車専用、箱根桃源台行は降車専用）
- 箱根登山バス
  - T系統　桃源台線　小田原駅東口-箱根湯本駅-宮ノ下駅-宮城野-俵石・箱根ガラスの森前-仙石-仙石案内所前-川向・星の王子さまミュージアム前-仙郷楼前-仙石高原-桃源台-湖尻　　※桃源台-湖尻間は朝のみ
  - L系統　湯本・アウトレット線　箱根湯本駅-宮ノ下駅-宮城野-俵石・箱根ガラスの森前-仙石-乙女峠-御殿場プレミアム・アウトレットｰ時之栖御殿場高原ビール　その他は「仙石」でのりかえ。
  - G系統　御殿場線　箱根湯本駅-宮ノ下駅-宮城野-俵石・箱根ガラスの森前-仙石-乙女峠-御殿場駅　
  - G系統　御殿場線　天悠-強羅駅-宮城野-俵石・箱根ガラスの森前-仙石-乙女峠-御殿場駅箱根乙女口
  - G系統　御殿場線　仙石案内所前-仙石-乙女峠-御殿場駅箱根乙女口
  - M系統　「観光施設めぐりバス」（路線バス）　天悠-強羅駅-宮城野-俵石・箱根ガラスの森前-仙石-仙石案内所前-箱根ラリック美術館-湿生花園
  - M系統　「観光施設めぐりバス」（路線バス）　御殿場プレミアム・アウトレット-宮城野-強羅駅
  - S系統　「観光施設めぐりバス」（路線バス）　天悠-彫刻の森-彫刻の森駅-強羅駅-強羅公園-ポーラ美術館-仙郷楼前-星の王子さまミュージアム-箱根ガラスの森-仙石-仙石案内所前-箱根ラリック美術館-湿生花園前

### 道路
- 国道138号
- 神奈川県道75号湯河原箱根仙石原線
- 神奈川県道731号矢倉沢仙石原線
- 神奈川県道733号仙石原強羅停車場線
- 神奈川県道734号大涌谷小涌谷線
- 神奈川県道735号大涌谷湖尻線

## その他

### 日本郵便
- 郵便番号 : 250-0631[3]（集配局 : 箱根宮ノ下郵便局[20]）。